# Storbeck-Frankendorf
Storbeck-Frankendorf es un municipio situado en el distrito de Prignitz Oriental-Ruppin, en el estado federado de Brandeburgo (Alemania). Tiene una población estimada, a fines de 2021, de 479 habitantes.